# Kasandra (pjevačica)
Davorka Ručević, poznata kao Kasandra (Zagreb, 8. siječnja 1967. – Zagreb, 3. prosinca 2021.), bila je hrvatska pjevačica. Poznata je kao jedna od glavnih predstavnica Cro dancea. Proslavila se hitom "Nisi ti jedini na svijetu" i obradom pjesme Prljavog kazališta "Sladoled". Nastupila je na Zadarfestu 1994. godine s pjesmom Kazna a 1995. godine s pjesmom Prevarena.
Za pjesmu I've Got a Feeling snimila je spot koji se smatrao najskupljim dotad u hrvatskoj glazbenoj produkciji, a s istom pjesmom je nastupila na Zagrebfestu 1994. godine.
Nakon početnih uspjeha naglo se povlači sa scene te dugo nije viđena u glazbenim krugovima.
Kako se naknadno saznalo, pjevačica je bolovala od endometrioze, koja joj je onemogućavala da se bavi glazbom.
Glazbeni menadžer Zoran Škugor rekao je kako je bio planiran njen povratak na scenu i to s jednom modernom pop-pjesmom, kao i s jednom house-obradom, no do toga naposljetku nije došlo.

## Diskografija

#### Studijski albumi
- Sunce izlazi (1992.)
- Sladoled (1995.)

#### EP-ovi
- Sunce izlazi (1992.)
- Kazna (1995.)